# Felsted Records
Felsted Records was een Brits platenlabel, in juli 1954 opgericht als een sublabel van de Britse tak van Decca. Het label was vernoemd naar de plaats waar het hoofd van UK Decca woonde. 
Het label bracht onder meer jazz-opnames en muziek van dansorkesten uit, geleased van het Franse Blue Star en de labels Riviera en Classique. Eind 1957 werd in New York de Amerikaanse tak van Felsted geopend, Felsted Records US, waar het een label voor popmuziek werd. In 1958 begon de Britse tak opnames uit te brengen die het kreeg via de Amerikaanse vestiging. Beide labels hadden een paar hits, dankzij onder meer Kathy Linden. Felsted Records UK sloot zijn deuren in 1960 en de artiesten onder contract werden overgeheveld naar London Records.
Artiesten die op het label uitkwamen zijn o.m.:
Felsted Records UK: Kathy Linden (twee top 10-hits in Amerika), Randy Starr, Johnny Ashcroft, Billy Mure, Dick Flood (hit: "The Three Bells") en Bill Black (bassist van Elvis Presley)
Felsted Records US: Kathy Linden, Joe Leahy, Edna McGriff, Cozy Cole, Jimmy Ricks, Billy Taylor, The Majors, Mac Curtis, Jimmy Wisner (onder de naam Kokomo), Lonnie Donegan, The Spotnicks, Dick Manning en The Surfaris.